# Laserdance
Laserdance – holenderski projekt muzyczny, uznawany za jedną z najbardziej prominentnych formacji tworzących muzykę spacesynth. Jego założycielami byli kompozytor Michiel van der Kuy oraz producent Erik van Vliet. Chociaż największe sukcesy odnosił w latach osiemdziesiątych XX wieku, pozostawał aktywny w pierwszej połowie lat dziewięćdziesiątych; swoją obecność na rynku muzycznym zaznaczył także po roku 2000.

## Historia
Laserdance tworzy instrumentalną muzykę elektroniczną. Z uwagi na zastosowanie barw o syntetycznym brzmieniu oraz odwołania do tematyki kosmicznej i science fiction w tytułach utworów, została ona określona mianem spacesynth. Dopełnieniem tej koncepcji były okładki płyt zespołu, których autorem (większości) jest Edwin van der Laag, przedstawiające zazwyczaj futurystyczny statek kosmiczny.
Większość muzycznego dorobku Laserdance konsekwentnie wpisuje się w raz przyjętą konwencję i poszczególne płyty zasadniczo nie różnią się między sobą stylem – znakiem rozpoznawczym Laserdance są: prosta sekcja rytmiczna, syntezatorowe riffy, melodyjne motywy prowadzące oraz krótkie partie wokalne o zmodyfikowanej przez filtry charakterystyce dźwięku.
Utwory Laserdance często pojawiały się na składankach z muzyką italo disco, a ponadto nierzadko wykorzystywane były w popularnych w latach osiemdziesiątych XX wieku "max-mixach". Do największych przebojów formacji zaliczyć można m.in. Power Run, Humanoid Invasion, Fear, Shotgun (Into The Night), The Challenge czy Around The Planet.
Spośród wszystkich wydawnictw Laserdance, pierwsza płyta Future Generation z 1987 roku uznawana jest wśród fanów gatunku za najlepszą. Było to także jedyne wydawnictwo Laserdance, które można uznać za tzw. album koncepcyjny, zawierający utwory muzycznie powiązane ze sobą. Druga płyta Around the Planet z 1988 roku kontynuowała styl nakreślony wcześniej, ale bez żadnych koncepcyjnych powiązań. Trzeci album Discovery Trip z 1989 roku zapoczątkował znacznie słabszy okres w działalności grupy, naznaczony pośpiechem i mniejszą dbałością o jakość kompozycji. Wśród płyt opublikowanych po 1990 roku wyróżnia się album Ambiente (1991), zawierający spokojne, syntezatorowe ballady w stylu spacesynth. Kolejne wydawnictwa Laserdance coraz bardziej obniżały swój muzyczny poziom. Poza premierowymi płytami regularnie ukazywały się maxi-single, zawierające remiksy singlowych przebojów oraz megamixy utworów z poszczególnych longplayów. Podwójne wydawnictwo Laserdance Orchestra zawierało m.in. instrumentalne wersje piosenek napisanych przez Michiela van der Kuya dla wokalistek Sisley Ferre, Giny i Claudii T. Pierwotne wersje tych utworów były wyprodukowane dla wytwórni Hotsound i dla Made Up Records, własnej wytwórni Michiela van der Kuya. Te produkcje jednakowoż nic nie wniosły dla rozwoju Laserdance, którego czasy świetności mijały wobec błyskawicznego rozwoju muzyki house i techno. Po wyprodukowaniu najsłabszej płyty w dorobku Laserdance The Guardian of Forever (1995), duet zawiesił działalność. Podobnie było z całym gatunkiem spacesynth.
Erik van Vliet w roku 2000 na krótko reaktywował działalność Laserdance, tym razem z nowym kompozytorem Juliusem Wijnmaalenem, wydając płytę Strikes Back. Była to nadal muzyka spacesynth, zaskakująco udana wobec wcześniejszych albumów, lecz pod wieloma względami znacznie odbiegała od kompozytorskiego warsztatu Michiela van der Kuya, do jakiego byli przyzwyczajeni dotychczasowi fani zespołu.
Po wydaniu albumu Strikes Back przyszłość zespołu Laserdance stanęła pod znakiem zapytania, ponieważ nie ukazywały się żadne nowe wieści o planach dotyczących nowych wydań. W grudniu 2010 roku, w wywiadzie na łamach portalu spacesynth.net, Michiel van der Kuy oświadczył, że nie ma żadnych planów kontynuacji pracy z zespołem Laserdance, oraz że aktualnie jest w trakcie pracy nad nowym albumem projektu Rygar, razem z Robem van Eijkiem. W tym samym czasie Erik van Vliet wspomniał na Discogs, że wciąż szuka "nowego van der Kuya", aby móc kontynuować Laserdance. Okazało się również, że materiał na drugi album Laserdance z Wijnmaalenem na pokładzie powstał niedługo po wydaniu Strikes Back, jednak jego wydanie nigdy nie doszło do skutku, gdyż Julius zażądał od Erika zbyt dużo pieniędzy.
Michiel van der Kuy po kilku latach przerwy wrócił do muzyki spacesynth. Wraz z Robem van Eijkiem nagrał dwie płyty pod szyldem Area 51. W 2004 roku "Jupiter Beyond", oraz w 2005 roku "Message From Another Time"  (Hypersound Records). W roku 2012 ukazał się (wspomniany wcześniej) album projektu Rygar o nazwie Modulation (Space Sound Records). W lipcu 2014 roku, utworem Moon Machine, van der Kuy samodzielnie powrócił do nazwy Laserdance. Producentem wykonawczym nowego nagrania był Marek Kołodyński z wytwórni Space Sound Records. Kompozycja znalazła się na podwójnym albumie ZYX Italo Disco Spacesynth Collection, zawierającym nowe i klasyczne przeboje spacesynth.
8 września 2014 ukazała się składanka ZYX Italo Disco New Generation Volume 5, zawierająca utwór zespołu Laserdance pod tytułem Cosmic Energy, odbiegający stylistycznie od utworów Michiela. Twórcą kompozycji okazał się niemiecki producent Andreas Mohr, tworzący muzykę pod szyldem Cyber Space. Nie jest to pierwszy przypadek, kiedy ZYX Music, mający prawa do nazwy zespołu (w tym przypadku Laserdance) zlecił produkcję utworów innemu kompozytorowi (patrz: Laserdance a Koto), jednak tym razem okazał się być to jednorazowy zabieg. Andreas Mohr po ukazaniu się składanki z jego kompozycją, spotkał się z falą krytyki i jak napisał, zostawia tworzenie utworów dla zespołu Laserdance chłopcom z Holandii, a nowe produkcje pokroju Cosmic Energy zostaną skierowane do jego własnego projektu Cyber Space.
W roku 2015 nakładem wytwórni ZYX Music ukazała się kompilacja Greatest Hits & Remixes, zawierająca największe przeboje projektu.
Rok 2016 przyniósł zespołowi jedenasty album o nazwie Force of Order, wydany przez wytwórnię ZYX Music. Producentem wydawnictwa ponownie jest Erik van Vliet, natomiast muzykę skomponował i napisał w całości Michiel van der Kuy. "Siła porządku" komponowana na zamówienie ZYX Music, miała być powrotem do klasycznego brzmienia zespołu Laserdance, określana mianem "Future Generation: Part II". Twórcy albumu zdecydowali się jednak nadać nowe brzmienie swoim dziełom i zawrzeć "smaczki" melodii ze znanych, najlepszych utworów grupy, co nie do końca spodobało się fanom. Nadmierne kopiowanie samego siebie sprzed lat dało o sobie znać bardzo wyraźnie. W październiku 2017 roku Erik van Vliet oznajmił na swoim profilu na Facebooku, że planowany jest kolejny album zespołu Laserdance. 
15 lipca 2018 roku nakładem Italo Box Music ukazał się singiel zespołu Rygar pod tytułem "The Mind Of The Universe", tym samym zapowiadając nowy album tego projektu pod tytułem "Sonorous". Producentem tego wydania jest: Marek Kołodyński, natomiast producentem wykonawczym właściciel wytwórni Italo Box Music - Dariusz Roda. 
W październiku 2018 roku nakładem wytwórni ZYX Music ukazał się dwunasty album zespołu Laserdance pod tytułem Trans Space Express, wyprodukowany przez znany wszystkim fanom zespołu duet (producent: Erik van Vliet, kompozytor, aranżer: Michiel van der Kuy), który kontynuuje stylistykę rozpoczętą albumem Force of Order.
W marcu 2024 roku nakładem wytwórni ZYX Music ukazał się trzynasty album projektu Laserdance pod tytułem Mission Hyperdrive. Za jego produkcję odpowiedzialni byli ponownie Michiel van der Kuy i Erik van Vliet.

## Laserdance a Koto
W 1989 roku niemiecka wytwórnia ZYX Music nabyła prawa do nazwy włoskiego zespołu Koto (zapoczątkowanego przez muzyków Anfrando Maiolę oraz Stefano Cundariego), a następnie powierzyła Michielowi van der Kuyowi nagranie na nowo niektórych utworów tej formacji. Van der Kuy pod nazwą Koto wydał albumy Masterpieces, From the Dawn of Time, Plays Synthesizer World Hits oraz ...Plays Science-Fiction Movie Themes. Michiel van der Kuy, pomimo znanego z Laserdance własnego stylu, skutecznie zaadaptował charakterystyczny styl Koto we własnych kompozycjach, jak i w autorskich przeróbkach oryginalnych kompozycji Maioli i Cundariego, tworząc naturalną kontynuację stylu założycieli grupy. Po roku 2000 Anfrando Maiola sądownie odzyskał prawa do nazwy Koto i pod tą nazwą działał do swojej śmierci.
3 grudnia 2021 roku nakładem wytwórni ZYX Music ukazał się pierwszy od lat album projektu pt. Return of the Dragon. Za produkcję płyty odpowiedzialni byli Andreas Mohr (z projektu Cyber Space) oraz ponownie Michiel van der Kuy. W następnych latach 2022–2023 nakładem wytwórni I Venti d’Azzurro Records wydane zostały z niego 2 wydawnictwa na winylowych 12": „Tron” (2022) i „Sputnik” / „Overdrive” (2023), nad którymi pieczę jako producent ponownie sprawował Michiel van der Kuy.

## Dyskografia

### Albumy
- 1987: Future Generation
- 1988: Around The Planet
- 1989: Discovery Trip
- 1990: Changing Times
- 1991: Ambiente
- 1992: Technological Mind
- 1993: Hypermagic
- 1994: Laserdance Orchestra Vol. 1
- 1994: Laserdance Orchestra Vol. 2
- 1994: Fire On Earth
- 1995: The Guardian Of Forever
- 2000: Strikes Back
- 2016: Force of Order
- 2018: Trans Space Express
- 2024: Mission Hyperdrive

### Składanki
- 1991: The Maxi-CD Collection
- 1992: The Best of Laserdance
- 1995: The 12" Mixes
- 2015: Greatest Hits & Remixes

### Megamixy
- 1988: Megamix Volume 1[9]
- 1989: Megamix Volume 2[10]
- 1990: Megamix Volume 3[11]
- 1991: Megamix Volume 4[12]

### Single
- 1984: Laser Dance
- 1984: Goody's Return
- 1986: Humanoid Invasion
- 1987: Power Run
- 1987: Fear (Remix) / Battle Cry (Remix)
- 1988: Shotgun (Into The Night)
- 1988: Laserdance ('88 Remix)
- 1989: Cosmo Tron
- 1990: The Challenge
- 1990: Changing Times
- 1992: Technoid
- 2014: Moon Machine
- 2014: Cosmic Energy

## Linki zewnątrzne
- Laserdance w bazie Discogs.com (ang.)